# Ivy Wolfe
Ivy Wolfe (* 3. September 1996 in Southern Pines, North Carolina) ist eine US-amerikanische Pornodarstellerin. Bei den AVN Awards 2019 wurde sie als Best New Starlet ausgezeichnet.

## Werdegang
Bevor Ivy Wolfe in die Branche eingestiegen ist, hat sie in Portland (Oregon) in einem Sandwich-Laden gearbeitet sowie Poledance mit Striptease kombiniert. Zu der Zeit habe die Mitbewohnerin ihrer Wohngemeinschaft bereits als Darstellerin gearbeitet und es geliebt, ihre Sexualität frei ausleben zu können. Sie selbst sei ebenfalls vor die Kamera gewechselt, weil sie in der Filmindustrie mehr Freiheiten hätte, als in ihren vorherigen Berufen. Zudem habe sie bewusst ihren tatsächlichen Vornamen auch als Darstellernamen gewählt, um damit eine Botschaft zu senden: Sie schäme sich nicht und andere Frauen sollten das auch nicht. Ihre erste Szene war eine Triole mit einem Mann und einer weiteren Frau.

## Rezeption
Im Film Angela Loves Women 4 hat Ivy Wolfe in der vierten Szene einen gemeinsamen Auftritt mit der titelgebenden Darstellerin Angela White. Der Rezensent von Xcritic.com notiert bei seiner detaillierten Kritik, dass es immer schwer sei, in einem Beruf an die Spitze aufzusteigen, es aber immer Menschen gebe, die „es“ einfach hätten – und Ivy Wolfe gehöre dazu. Sie sei das „beste junge Talent“ der Branche und etwas, das nur selten – etwa alle 25 Jahre vielleicht – des Weges daherkomme.
Ähnlich euphorisch äußert sich ein Rezensent von adultdvdtalk.com zu Ivy Wolfes Szene mit Logan Pierce in Model Perfect (New Sensations): Ihm würden fast die Worte versagen, so sei er von dieser „glorreichen jungen Frau verzaubert“ worden. Sie sei u. a. intelligent, schön, sexy und sinnlich; ihre Szenen seien „sexuelle Magie“ und sie auf „dem besten Weg, ein Superstar zu werden, der für immer in Erinnerung bleiben“ werde.

## Awards
ohne Nominierungen

AVN Award
- 2019: Best New Starlet, Best All-Girl Group Sex Scene (mit Eliza Jane & Jenna Sativa), in: A Flapper Girl Story[1]
- 2020: Best Actress Featurette (If It Feels Right)[6]

Penthouse Pet
- 2018: Penthouse Pet 10/2018[2]

XBIZ Awards
- 2019: Best Sex Scene – All-Girl (mit Janice Griffith, in: After Dark)[7]

## Filmografie (Auswahl)
- 2017: CastingCouch-X: Ivy Wolfe
- 2017: Girls Don't Like To Be Tied
- 2018: Devoured By The Wolfe
- 2018: Lesbian Gym Teacher Gangbang
- 2018: Natural Beauties 7, 9
- 2018: After Dark
- 2018: Pretty Little Sluts
- 2018: Pure Sexual Attraction 9
- 2018: Lesbian Gym Teacher Gangbang
- 2018: Second First Date
- 2018: Natural Naughty Nurses
- 2018: That Ass In Yoga Pants 4
- 2018: Who's Your Daddy? 18
- 2018: Control Freak
- 2019: Nympho.com 1
- 2019: Raw 37
- 2019: My First Interracial
- 2019: Blacked Raw 19
- 2019: Super Cute 9
- 2019: If It Feels Right
- 2020: When Girls Play 12
- 2020: Mom Knows Best 17
- 2020: Overnight Foreplay